# Rue Eugène-Labiche
La rue Eugène-Labiche est une voie du 16e arrondissement de Paris, en France.

## Situation et accès

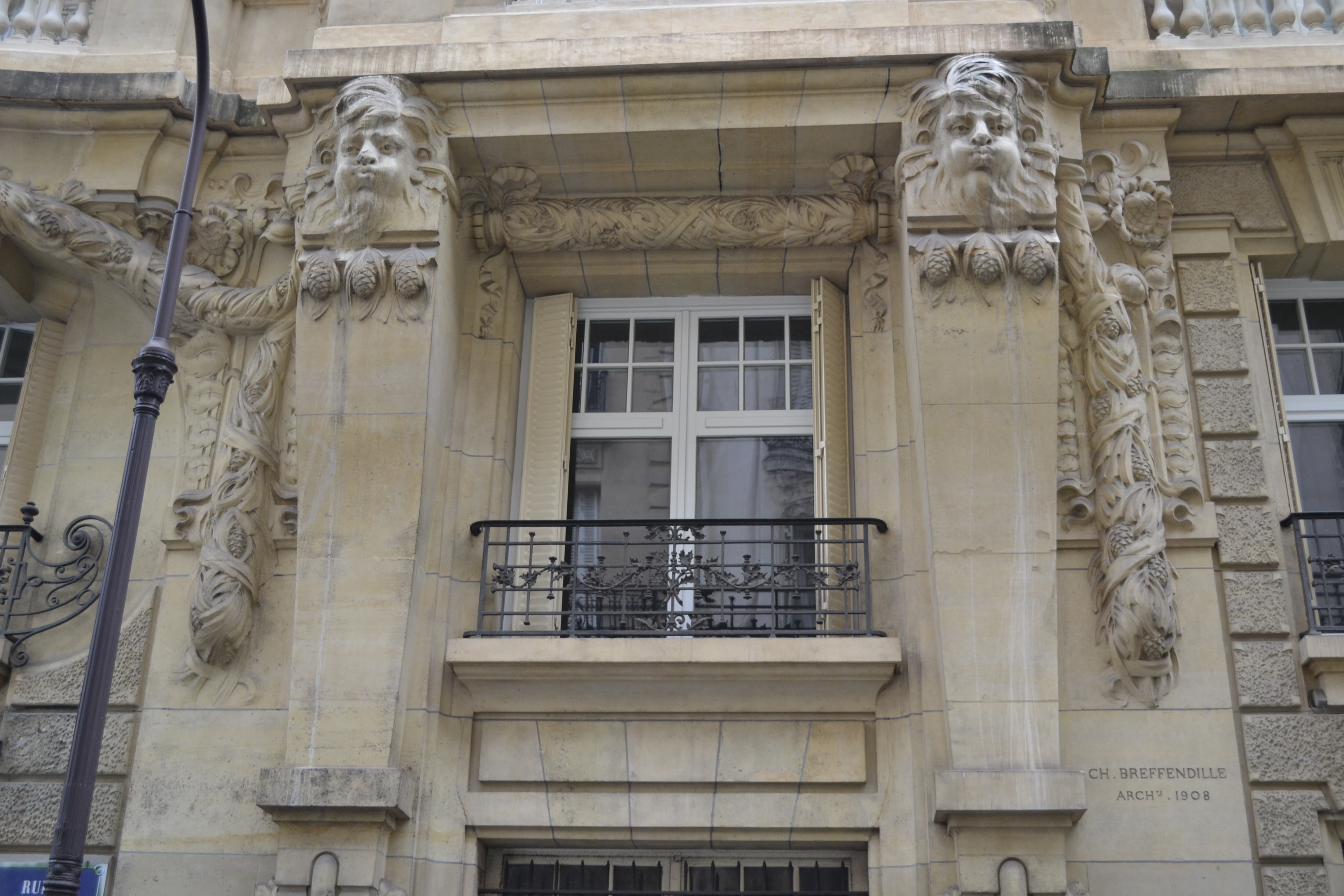
Détail d'une façade de la rue Eugène-Labiche.

La rue Eugène-Labiche est une voie publique située dans le 16e arrondissement de Paris. Elle débute au 27, boulevard Jules-Sandeau et se termine au 28, rue Octave-Feuillet.
Le quartier est desservi par la ligne C du RER à la gare de l'avenue Henri-Martin et par la ligne 9 à la station Rue de la Pompe.

## Origine du nom

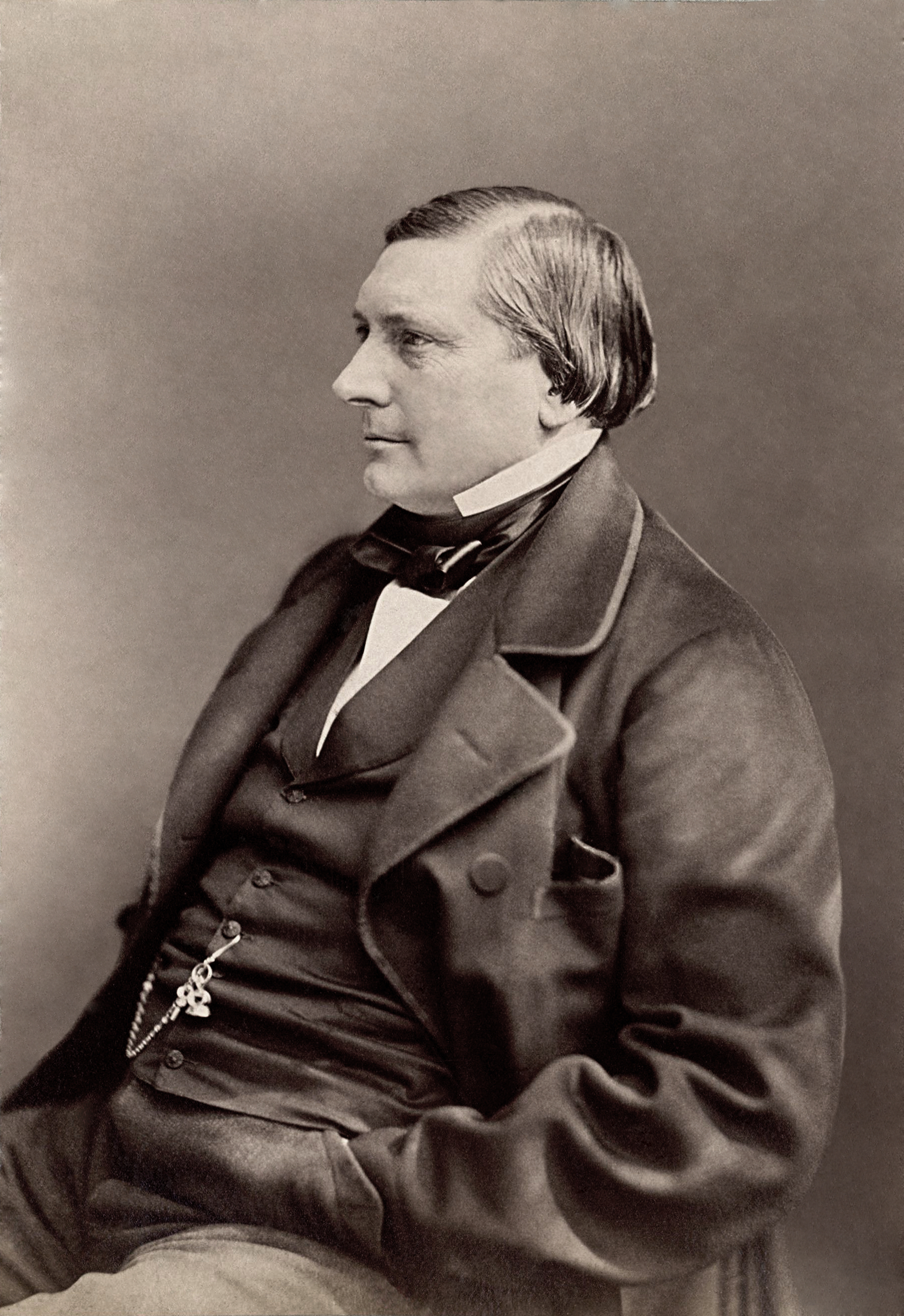
Eugène Labiche par Nadar.

Elle porte le nom de l'auteur dramatique français Eugène Marin Labiche (1815-1888).

## Historique
Cette voie est ouverte sous sa dénomination actuelle par un arrêté du 28 décembre 1894, à l'emplacement de l'ancien jardin fleuriste municipal de la Muette,. Les rues voisines Edmond-About, Édouard-Fournier, Guy-de-Maupassant et Octave-Feuillet sont percées au même moment, dans le cadre du réaménagement du quartier.
Elle est classée dans la voirie parisienne par un décret du 28 août 1896.

## Bâtiments remarquables et lieux de mémoire
- Les nos 1 et 11 sont l'œuvre de l'architecte Charles Breffendille (1861-1913).
- No 10 : en 1908 y habite le financier Henri Rochette, arrêté à son domicile pour escroquerie. Il se suicide en 1934[1],[4].